# Friedrich Holl
Friedrich Holl (1794 - 1856) fue un naturalista, farmacéutico, pteridólogo, liquenólogo, y botánico alemán.

## Algunas publicaciones
- 1835. Die Verwechselungen und Aehnlichkeiten der wichtigsten officinellen Pflanzen (Confusiones y similitudes de las plantas oficinales). Ed. Im Verlage des Verfassers. 12 pp.
- 1812. Collectio plantarum cryptogamarum circa Dresdam crescentium

### Libros
- friedrich Holl, gustav Heynhold. 1843. Clavis generum zur Flora von Sachsen. Ed. J. Naumann. 70 pp.
- -------------, --------------. 1842. Flora von Sachsen: Phanerogamie. Volumen 1. 513 pp. En línea
- ludwig Choulant, friedrich Holl. 1830. Die Vorwelt der organischen Wesen auf der Erde: Eine Einleitung zu Fr. Holl's Handbuch der Petrefactenkunde ( La antigüedad de los seres orgánicos en la Tierra: Una introducción al Manual de F. Holl de Petrefactenkunde). Ed. Hilscher. 90 pp. En línea
- 1829. Handbuch der Petrefactenkunde. Volumen 3. Ed. Hilscher. 115 pp. En línea

## Honores
- Miembro de la "Academia Truentina"

- La abreviatura «Holl» se emplea para indicar a Friedrich Holl como autoridad en la descripción y clasificación científica de los vegetales.[1]